# 名古屋市立中川小学校
名古屋市立中川小学校（なごやしりつ なかがわしょうがっこう）は、愛知県名古屋市港区辰巳町にある公立小学校。

## 沿革
- 1909年（明治42年）10月1日 - 小碓尋常小学校より、中川尋常小学校として独立[1]。
- 1941年（昭和16年） - 中川国民学校に校名変更[1]。
- 1947年（昭和22年） - 中川小学校に校名変更[1]。
- 1951年（昭和26年） - 校歌制定[1]。
- 1959年（昭和34年） - 伊勢湾台風の被害を受ける[1]。
- 1968年（昭和43年） - 分校が名古屋市立成章小学校として独立[1]。
- 1977年（昭和52年） - 分校が名古屋市立東海小学校として独立[1]。
- 1994年（平成6年） - 全面を改築[1]。
- 2006年（平成18年）- 名古屋高速道路4号東海線延長のためクラブハウス改築[1]。
- 2007年（平成19年）- トワイライトスクール開設[1]。
- 2007年（平成19年） - 図書館のバーコード化[1]。

## 通学区域
- 名古屋市港区
  - 辰巳町、七番町、津金

卒業生は基本的に名古屋市立港明中学校に進学する。

## 児童数の変遷
『愛知県小中学校誌』（2018年）によると、児童数の変遷は以下の通りである。
| 1947年（昭和22年） | 911人  |  |
| 1957年（昭和32年） | 1787人 |  |
| 1967年（昭和42年） | 1547人 |  |
| 1977年（昭和52年） | 703人  |  |
| 1987年（昭和62年） | 413人  |  |
| 1997年（平成9年）  | 290人  |  |
| 2007年（平成19年） | 242人  |  |
| 2017年（平成29年） | 208人  |  |

## アクセス
- 名古屋市営地下鉄名港線 東海通駅から南へ40m
- 名古屋市営バス 東海通にて下車